# Chaker Zouagi
Chaker Zouaghi (Túnez, 10 de enero de 1985), futbolista tunecino. Juega de volante y su actual equipo es el FC Zürich de la Super Liga Suiza. 

## Selección nacional
Ha sido internacional con la Selección de fútbol de Túnez, ha jugado 11 partidos internacionales y ha anotado 1 gol.

## Clubes
| Club            | País  | Año       |
| --------------- | ----- | --------- |
| Étoile du Sahel | Túnez | 2001-2006 |
| Lokomotiv Moscú | Rusia | 2006-2008 |
| Étoile du Sahel | Túnez | 2009-2010 |
| FC Zürich       | Suiza | 2010-     |

- Datos: Q951653